# Mariann Budde
Mariann Edgar Budde (Nova Jersey, 10 de desembre de 1959) és una prelada episcopal que ha servit com a bisbe de Washington des de l'any 2011.
Budde va ser consagrada com la novena bisbe de Washington a la catedral nacional de Washington el 12 de novembre de 2011. Abans de ser escollida la primera dona bisbe diocesà de Washington, va servir durant 18 anys com a rectora de l'Església Episcopal de St. John a Minneapolis, Minnesota.

## Biografia
Budde va completar el seu treball de pregrau a la Universitat de Rochester, obtenint una llicenciatura en arts i història magna cum laude el 1982. Va rebre els seus títols de Màster en Divinitat i Doctorat en Ministeri del Virginia Theological Seminary. El maig de 2012 també va rebre el títol de Doctora Honoris Causa en Divinitat pel mateix seminari.
Budde és l'autora de Gathering up the Fragments: Preaching as Spiritual Practice. I el seu llibre més recent és Receiving Jesus: The Way of Love, amb un pròleg escrit pel bisbe president i primat del bisbat Michael Burry.
El juny de 2020, enmig de les protestes pel cas de George Floyd a Washington, DC, Budde va criticar l'ús de gasos lacrimògens per part de la policia i les tropes de la Guàrdia Nacional per netejar els terrenys de l'església episcopal de Sant Joan, Lafayette Square, per permetre al president Donald Trump posar per a una sessió fotogràfica davant de l'església de Sant Joan, i permetre el seu ús "com a teló de fons d'un missatge antitètic als ensenyaments de Jesús⁣". No obstant això, l'informe de l'Inspector General del Departament de l'Interior va determinar més tard que Trump no va netejar el parc per a la sessió de fotos i que el parc va ser netejat perquè un contractista instal·lés tanques. El cap de la policia de parcs dels EUA va declarar més tard que es tractava de bidons de fum, no de gasos lacrimògens; tanmateix, diverses organitzacions de notícies van refutar aquesta afirmació i van informar que més tard es van trobar bombones de gas lacrimogen al lloc dels fets.
El 21 de gener de 2025, un dia després de la segona inauguració de Donald Trump, Budde va pronunciar un sermó a la Catedral Nacional de Washington demanant a Donald Trump que tingués pietat de les comunitats LGBTQ+, els immigrants i els refugiats que fugien de la guerra als seus països. El servei va comptar amb la presència del president Trump, el vicepresident JD Vance i membres de les seves respectives famílies.

## Obra escrita
- Edgar Budde, Mariann. How We Learn to Be Brave: Decisive Moments in Life and Faith.  New York: Penguin Publishing Group, 2023. ISBN 978-0-593-53922-4.
- Reconciliation, healing, and hope: sermons from Washington National Cathedral.  New York, NY: Morehouse Publishing, 2022. ISBN 978-1-64065-485-3.
- Budde, Mariann Edgar. Recibiendo a Jesús: El Camino del Amor.  La Vergne: Church Publishing Incorporated, 2020. ISBN 978-1-64065-304-7.
- Preaching Black lives (matter).  New York, NY: Church Publishing Incorporated, 2020. ISBN 978-1-64065-256-9.
- Budde, Mariann Edgar. Receiving Jesus: the way of love.  New York: Church Publishing, 2019. ISBN 978-1-64065-241-5.
- Faith & Tobacco (en (anglès)).  Anchovy Hill Press, 2015, p. 382. ISBN 9780989833011.
- Gathering up the fragments : preaching as spiritual practice, 2009, p. 198. ISBN 9780788026058.